# 巡將圍棋
巡將圍棋（韓語：순장바둑），是自古流傳於朝鮮半島的圍棋變體，是二十世紀前韓國人所使用的圍棋規則，特點是比中國古圍棋還多座子，並且計點制為絕對計空，不同於古中國的數子、日本的比目。

## 棋具
採用19*19的圍棋棋盤。棋子用黑白圍棋。

## 規則

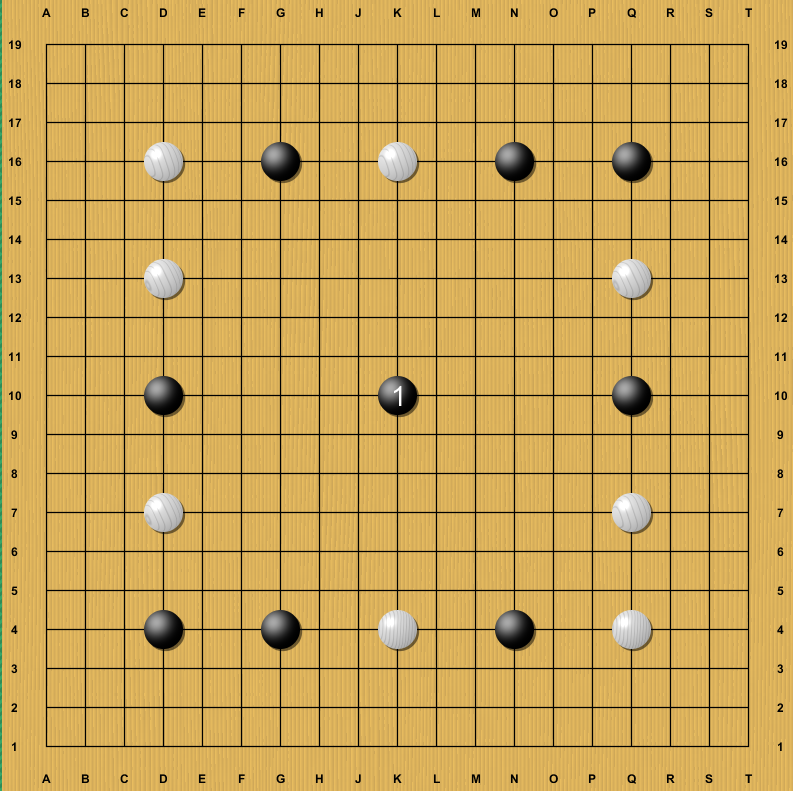
巡將圍棋初始佈置，第一手必須下在天元

- 十六枚座子。因為第一手必須要下在天元（k10），也可說共有十七枚座子。
  - 白方座子座標：d7、d13、d16、k4、k16、q4、q7、a13。
  - 黑方座子座標：d4、d10、g4、g16、k10、n4、n16、q10、q16。

- 遊戲結束時，將對方死子提出，然後己方只保留邊界上的棋子，其餘均為冗子提出，但若提出會讓邊界上的棋子只剩一口氣則不提。然後數每塊棋的空點。最多空點者為勝。

- 其他規則大致與現在圍棋相同[2][3][4]。